# Làng nổi
Làng nổi (tiếng Nga: Добрый дракон) là một bộ phim điện ảnh Việt Nam do hai Nghệ sĩ nhân dân là Trần Vũ và Huy Thành đạo diễn, ra mắt vào năm 1965.

## Nội dung
Bối cảnh bộ phim được đặt vào những năm 50 của thế kỷ 20, khi nông dân Việt Nam vừa được giải phóng khỏi đế quốc và phong kiến. Dựa trên câu chuyện có thật về nữ anh hùng Phạm Thị Vách, bộ phim kể về một nữ dân quân đi đầu trong phong trào làm thủy lợi. Nội dung xoay quanh sự nỗ lực của một người phụ nữ khi cố gắng kết dân làng lại với nhau để duy trì con đê và bảo vệ ngôi làng khỏi lũ lụt.
Mặc dù lấy nguyên mẫu từ nữ anh hùng thủy lợi Phạm Thị Vách, nhưng khác với những bộ phim lấy nguyên mẫu người thật thường theo lối "người thật, việc thật", Làng nổi chỉ dựa trên hình mẫu Phạm Thị Vách mà hư cấu nên một nhân vật nghệ thuật tên Ngát.

## Diễn viên
- Minh Nguyệt vai Ngát.
- Tư Bửu vai bố Ngát.
- Trần Nga vai chồng Ngát.
- Trần Ngọc Hạnh vai Bí thư Chi bộ xã.
- Trà Giang vai cô Cốm.[2]
- Thụy Vân vai vợ chủ tịch.[3]

## Sản xuất và công chiếu
Huy Thành và Trần Vũ học cùng lớp đạo diễn khóa đầu tiên của Trường Điện ảnh Việt Nam. Khi tác phẩm tốt nghiệp của Trần Vũ là Con chim vành khuyên đã chính thức ra mắt khán giả vào năm 1962, thì tác phẩm tốt nghiệp của Huy Thành là kịch bản Làng nổi. Đến năm 1964, cả hai hợp tác trên cả hai vai trò biên kịch và đạo diễn để hiện thực hóa kịch bản này. Bộ phim còn có sự tham gia của nhà quay phim Nguyễn Đăng Bảy, họa sĩ Lê Thanh Đức và nhạc sĩ Hoàng Đạm. Các diễn viên chính của bộ phim phần lớn đều không phải diễn viên chuyên nghiệp. Minh Nguyệt, người vào vai Ngát, vốn làm nghề nuôi dạy trẻ. Tư Bửu vốn là một diễn viên tuồng, từng đóng vai ông lái đò trong bộ phim Con chim vàng khuyên. Trần Nga vốn là một giáo viên còn Trần Ngọc Hạnh là diễn viên đoàn kịch nói Hà Nội.
Làng nổi chính thức công chiếu tại Việt Nam vào năm 1965, và sau đó được xuất hiện tại rạp Liên Xô với tên "Добрый дракон".